# Tokelau
Le isole Tokelau sono un territorio dipendente della Nuova Zelanda costituito da tre atolli corallini tropicali situati nell'oceano Pacifico del Sud all'incirca a 10° di latitudine sud, circa 480 km a nord delle isole Samoa. Esso comprende tre atolli, Atafu, Fakaofo e Nukunonu, e ha una superficie totale di circa 10 km². Le isole Tokelau sono comprese nella lista delle Nazioni Unite dei territori non autonomi.

## Etimologia e storia del nome
Tokelau è una parola polinesiana che significa "vento del nord".
Fino al 1946 l'arcipelago era chiamato "Isole dell'Unione", anno in cui venne adottato il nome "Isole Tokelau", contratto in Tokelau il 9 dicembre 1976.

## Geografia
I tre piccoli atolli che costituiscono Tokelau sono disposti approssimativamente in linea retta, 480 km a nord delle Samoa, le isole più vicine e il principale punto di contatto con il mondo esterno. I tre atolli sono lontani non solo dal resto del mondo ma anche l'uno dall'altro: vi sono 92 km di distanza tra Nukunonu e Atafu, e 64 km tra Nukunonu e Fakaofo. Si tratta di classici atolli corallini: sottili anelli di piccole isolette disposte intorno a una laguna centrale. Le isole sono basse, e raggiungono un'altezza massima di soli 5 m sopra il livello del mare, e la loro estensione è esigua: i tre atolli insieme coprono una superficie di 12,2 km². Nessuna delle 128 isolette supera i 200 m di larghezza.

### Flora e fauna
Come tutti gli atolli corallini, anche a Tokelau il terreno è sottile, improduttivo e trattiene poco l'acqua. Le palme da cocco e i pandani sono le specie di piante più diffuse; il kanava è un albero comunemente utilizzato per il legname da costruzione. Sulle isole vengono coltivati banani, papaya, taro, alberi del pane e altre varietà che forniscono alimenti essenziali. Gli uccelli di mare di specie migratorie visitano con regolarità gli atolli; per il resto, la fauna locale consiste di ratti, lucertole, animali da cortile e maiali.

## Clima
A Tokelau è presente un clima tropicale caratterizzato da una temperatura media di 28°C e da precipitazioni intense e irregolari. Le tempeste tropicali sono molto frequenti.

## Popolazione

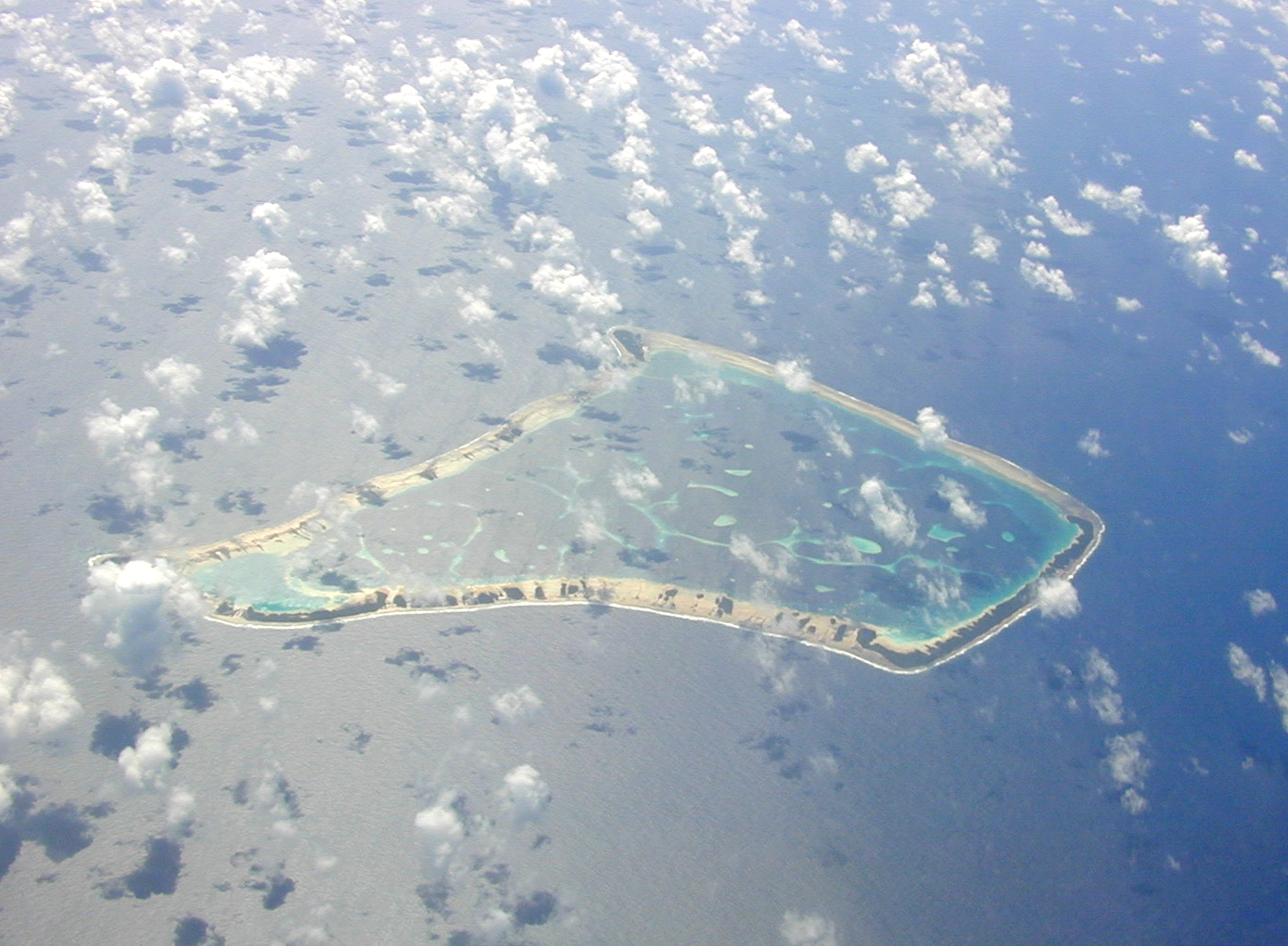
L'atollo di Fakaofo, nella parte più a sud delle Isole Tokelau

Nel luglio 2008 la popolazione ammontava a 1 466 abitanti. È un valore inferiore rispetto al 2007, che mostra una popolazione in declino. I cittadini delle Tokelau sono chiamati tokelauani e il maggior gruppo etnico è quello polinesiano. La lingua principale è il tokelauano, ma si parla anche inglese.
L'isolamento e la mancanza di risorse limitano grandemente lo sviluppo economico e confinano l'agricoltura al livello di sussistenza. Le risorse naturali molto limitate e il sovraffollamento stanno spingendo all'emigrazione verso la Nuova Zelanda e Samoa, dando come risultato una popolazione in declino di circa lo 0,9% all'anno. L'impoverimento dei tonni ha reso la pesca per il cibo oltremodo difficile.
Sull'isola di Atafu quasi tutti gli abitanti sono membri della Chiesa unita di Cristo di Samoa. Su Nukunonu quasi tutti sono cattolici. Su Fakaofo sono presenti entrambe le confessioni con la Chiesa unita di Cristo predominante. Le proporzioni totali sono: Chiesa unita di Cristo 62%, cattolici romani 34%, altri 5%.
Sebbene leggermente più femmine che maschi vivano su Atafu e Fakaofo, i maschi costituiscono il 57% dei residenti di Nukunonu. Solo il 9% dei Tokelauani di 40 anni o più non sono mai stati sposati. Un quarto della popolazione è nato oltremare; quasi tutti gli altri abitanti vivono sullo stesso atollo su cui sono nati. La maggior parte delle famiglie possiede 5 o più maiali.
Malgrado il loro basso reddito, le Tokelau hanno un'aspettativa di vita di 69 anni, paragonabile a parti dell'Europa.

## Cultura
Lo stile di vita dell'arcipelago (Faka Tokelau) deriva dalla cultura polinesiana e può essere ancora considerato immutato.

## Economia
L'economia locale è basata sulla pesca e sull'agricoltura.
I principali prodotti d'esportazione sono la copra e i manufatti tessili.
Non esistono aeroporti alle Tokelau, quindi le uniche possibilità di scambio commerciale sono rappresentate da navi che circa ogni due settimane approdano all'esterno della barriera corallina e scaricano le merci su apposite scialuppe. La maggior parte delle imbarcazioni arrivano dalle Samoa. Le navi principali che fanno scalo alle Tokelau si chiamano MV Tokelau (proprietà del governo), e Lady Naomi.
Tra il 2004 e il 2012 è stato completato un programma di installazione sugli atolli di tre impianti fotovoltaici, con 4032 pannelli solari e 1344 batterie, che hanno reso le isole il primo territorio al mondo a ricavare dal fotovoltaico la totalità del proprio fabbisogno di energia elettrica, in precedenza ricavata in massima parte da generatori Diesel. La realizzazione del progetto è costata 7,5 milioni di dollari al governo neozelandese.
Recentemente l'arcipelago è diventato famoso per la registrazione di domini web gratis e a pagamento con suffisso .tk. I domini gratuiti richiedono il collegamento di almeno 25 visitatori unici su un periodo di 90 giorni e, a differenza dei domini a pagamento, non sono propriamente di proprietà dell'utente; in caso tale limite non fosse raggiunto, l'utente deve convertire il proprio dominio in un dominio a pagamento oppure lasciarlo scadere. Questa attività contribuisce ormai a più del 10% del PIL delle Tokelau.

## Storia
L'arcipelago fu colonizzato dai polinesiani, e fu visitato per la prima volta dagli europei nel 1765. 
Divenne un protettorato britannico nel 1877, e fu amministrato come parte della colonia delle isole Gilbert (Kiribati) ed Ellice fino al 1926, quando passò alla Nuova Zelanda. Nel 1976 il nome dell'arcipelago cambiò da Tokelau Islands a Tokelau, nome con cui è tradizionalmente noto presso la popolazione locale.
Nel 2011 ha seguito le isole Samoa ed è passato ad ovest della linea del cambiamento di data uniformandosi così alla data della Nuova Zelanda dalla quale dipende. Per far ciò dai calendari locali è stato cancellato il 29 dicembre.

## Amministrazione

### Amministratori
- 2006-2009 David Payton

## Politica
Le Tokelau sono una monarchia costituzionale nell'ambito del Commonwealth Britannico, come territorio dipendente dalla Nuova Zelanda.
Il capo dello Stato è Carlo III di Inghilterra con il titolo di re della Nuova Zelanda.
Le Tokelau sono rappresentate da un amministratore nominato dal ministero degli esteri neozelandese, che cura i rapporti tra le autorità locali e il governo di Wellington.

### Potere legislativo
Le Tokelau sono in procinto di adottare una nuova Costituzione.
Il testo sancisce che la famiglia è la base della società ed i villaggi sono il fondamento delle autorità locali.
I pulenuku (sindaci) e i faipule (capitribù) vengono eletti assieme agli altri delegati che formano il General Fono.
Il potere legislativo è affidato al General Fono; l'assemblea parlamentare rappresentativa è composta da 20 parlamentari eletti per un mandato di 3 anni.
I membri del General Fono si riuniscono almeno due volte l'anno.
Essi vengono eletti da ciascuno dei tre atolli su base proporzionale. 
- Atafu: 5 seggi + pulenuku e faipule
- Fakaofo: 5 seggi + pulenuku e faipule
- Nukunonu: 4 seggi + pulenuku e faipule

Attualmente il General Fono ha poteri limitati.

### Governo
Il consiglio per il governo in carica è l'organo esecutivo ed è composto dai tre faipule e dai tre pulenuku.
Il capo del governo (Ulu), rappresenta l'arcipelago con funzioni simili a quelle del Presidente di una repubblica parlamentare. La carica è ricoperta a rotazione annuale dai tre faipule.
Il governo della Nuova Zelanda, ha, in più occasioni, cercato di far passare un referendum sull'indipendenza delle Tokelau, ma il 75 % del voto positivo richiesto per rendere effettiva l'indipendenza non è stato finora raggiunto. Le Tokelau rimangono, per ora, un territorio a tutti gli effetti parte della Nuova Zelanda. Gli abitanti delle Tokelau posseggono passaporto neozelandese.

### Potere giudiziario
Il potere giudiziario prevede tre gradi di giudizio.
L'Alta Corte funge anche da Corte Costituzionale.
Non esistono prigioni alle Tokelau. Le persone che commettono reati vengono pubblicamente rimproverate dai capi tribù delle differenti isole. Gli imputati devono dare spiegazioni sulle ragioni dei propri comportamenti non consoni alla vita comunitaria.

## Sport
Nell'arcipelago è diffuso il "Kilikiti", uno sport simile al cricket.
Tokelau non partecipa a grandi competizioni a livello internazionale tranne ai giochi del Commonwealth e a quelli del Pacifico, nei quali ha ottenuto un totale di sette medaglie, tre in oro, due in argento e altre due in bronzo. Nei giochi del 2007 di Apia, Tokelau si è distinto nel bowling e a tennis tavolo conquistando solo in quell'anno tre ori, un argento e un bronzo.